# Morrumbene (distrito)

Localização do distrito de Morrumbene em Moçambique

O distrito de Morrumbene está situado na parte central da província de Inhambane, em Moçambique. A sua sede é a vila de Morrumbene.
Tem limites geográficos, a norte com o distrito de Massinga, a leste com o Oceano Índico, a sul com o município de Maxixe e com o distrito de  Homoíne, e a oeste com o distrito de Funhalouro.
O distrito de Morrumbene tem uma superfície de 2 608 Km² e uma população de 124 471, de acordo com os resultados preliminares do Censo de 2007, tendo como resultado uma densidade populacional de 47,7 habitantes/Km². A população recenseada em 2007 representa um aumento de 12,3% em relação aos 110 817 habitantes registados no Censo de 1997.

## Divisão Administrativa
O distrito está dividido em dois postos administrativos: (Mocodoene e Morrumbene), compostos pelas seguintes localidades:
- Posto Administrativo de Mocodoene: 
  - Gotite
  - Mocodoene
  - Sitila

- Posto Administrativo de Morrumbene: 
  - Cambine
  - Malaia
  - Morrumbene

## Ligação externa
Perfil do distrito de Morrumbene